# قرار مجلس الأمن التابع للأمم المتحدة رقم 320
قرار مجلس الأمن التابع للأمم المتحدة رقم 320، والذي تم تبنيه في 29 سبتمبر 1972، بعد إعادة تأكيد القرارات السابقة، عبر المجلس عن قلقه من أنه على الرغم من القرارات السابقة، فإن العديد من الدول تنتهك بشكل علني العقوبات على روديسيا الجنوبية. وطلب المجلس أن تنظر اللجنة التي تم إنشاؤها بموجب القرار 253 في نوع الإجراءات الذي ينبغي اتخاذها "في ضوء الرفض الصريح والمستمر لجنوب أفريقيا والبرتغال لتنفيذ العقوبات"، وطلب التقرير في موعد لا يتجاوز 31 يناير 1973.
وقد اتخذ القرار بأغلبية 13 صوتاً. المملكة المتحدة والولايات المتحدة الأمريكية امتنعتا عن التصويت.